# Kloster Saint-Gildas-en-Rhuys

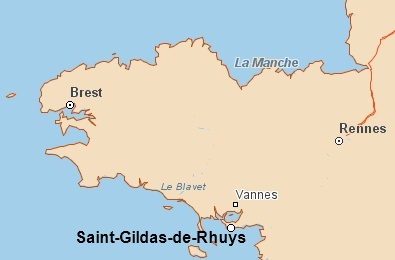
Lage von Saint-Gildas-en-Rhuys

Der Ort Saint-Gildas-en-Rhuys liegt auf der Halbinsel Rhuys am Golf von Morbihan, es handelt sich um eine der beliebtesten Sommerfrischen in Westfrankreich. Inmitten der Ferienkolonien liegt der kleine Ortskern mit seiner sehenswerten romanischen Kirche. Sie ist der einzige Überrest der einstigen Benediktinerabtei Saint-Gildas.

## Geschichte

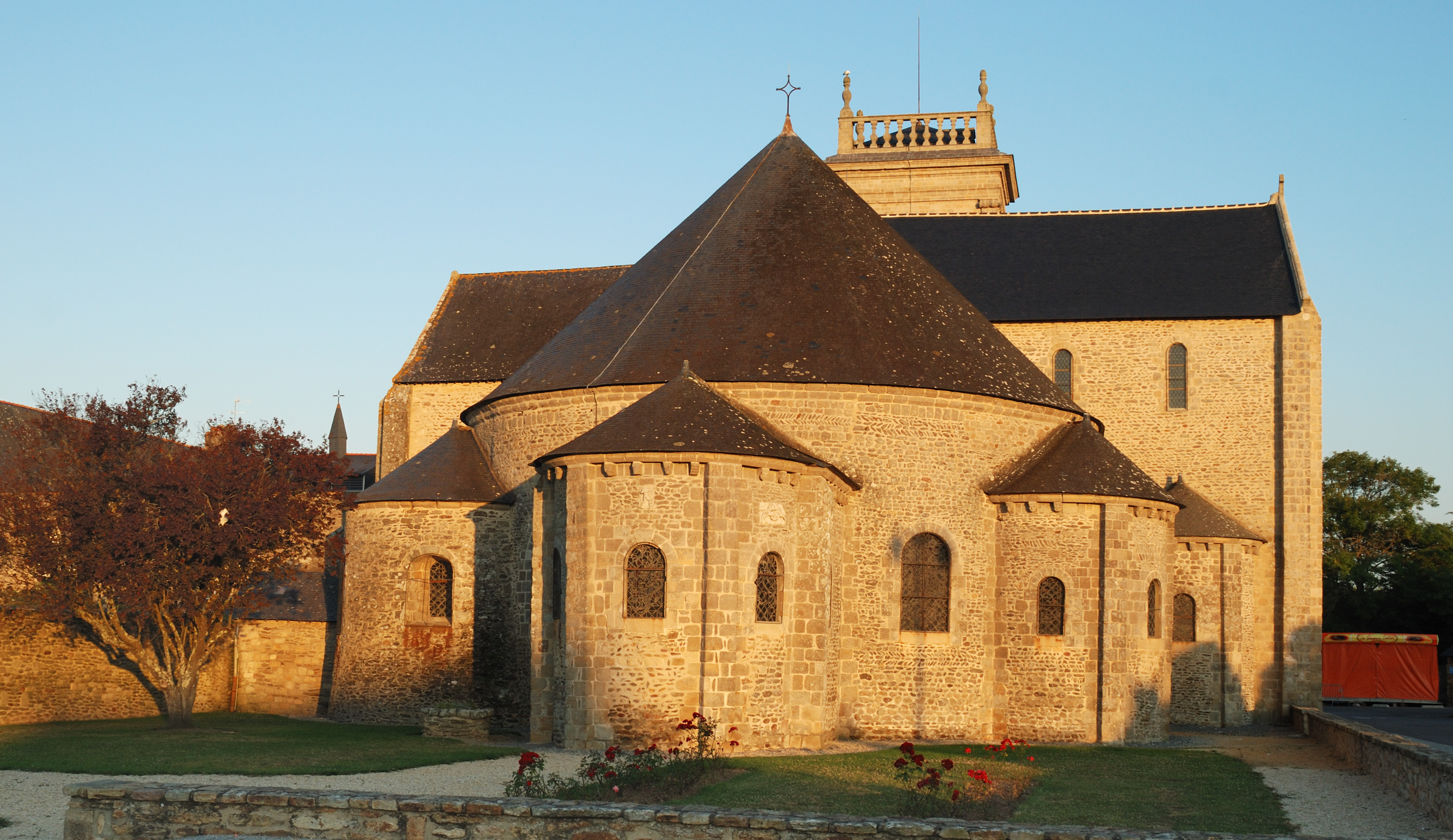
Kirche Saint-Gildas

Saint-Gildas gilt als das älteste und ehrwürdigste Kloster der Bretagne. Der Tradition nach soll der aus dem schottischen Arcluid – heute Dumbarton – stammende Gildas (494–570) im Jahr 528 oder 536 das Kloster gegründet haben. Damals – vom 4. bis 6. Jahrhundert – ließen sich viele Inselbretonen auf der Halbinsel Aremorica nieder, nachdem sie aus ihrer angestammten Heimat in Cornwall, Devon, Schottland und Wales von den Sachsen vertrieben worden waren.
Die Abtei soll auf den Überresten eines römischen Oppidum errichtet worden sein. Sie erfuhr raschen Aufschwung und übernahm im Jahr 818 die benediktinische Regel. Schon im 10. Jahrhundert soll der Konvent einige hundert Mönche umfasst haben.
Doch während der normannischen Invasion wurde die Klostergemeinschaft schwer getroffen. Die Konventsgebäude wurden zerstört und die Mönche vertrieben. Kaoc, Abt von Rhuys, flüchtete sich im Jahre 919 mit den Reliquien des Heiligen Gildas bis ins Berry, wo er eine Tochterabtei gründete.
Auf Bitten Herzog Gottfrieds I. der Bretagne machte sich ein Mönch der Abtei Saint-Benoît-sur-Loire namens Felix zusammen mit sechs Begleitern an den Wiederaufbau. Von 1008 bis 1032 baute man am neuen Kloster. Am 30. September 1032 erfolgte die feierliche Einweihung durch Judicaël, Bischof von Vannes und Bruder des bretonischen Herzogs.
Abt Felix ließ die Reliquien des Heiligen Gildas aus dem Berry zurückholen, ehe er um 1038 verstarb. Die romanischen Bauteile der Kirche, die heute noch existieren, gehören jedoch mit großer Wahrscheinlichkeit nicht zu Felix’ Bau. Sie datieren etwas später, vom Ende des 11. und Anfang des 12. Jahrhunderts.
Im Jahre 1128 wurde nach einem vorübergehenden Niedergang der berühmte Philosoph und Theologe Peter Abaelard zum Abt von Saint-Gildas gewählt. Über die Umstände seiner Wahl lässt sich nur spekulieren: Um das Jahr 1128 war Abt Heribert gestorben. Die Klosterreform des 11. und 12. Jahrhunderts hatte das Kloster damals noch nicht erreicht. Mit Zustimmung Herzog Conans III., des Dicken, 1112–1148, wählten die Mönche Abaelard zu Heriberts Nachfolger. Vermutlich gab der Fürst seine Unterstützung, um durch die Repatriierung des zwischenzeitlich berühmt gewordenen Klerikers den beschädigten Ruf des Klosters wieder zu heben.
Obwohl Abaelard zuvor schon einige Jahre in der Einöde des Paraklet zugebracht hatte, war er formell immer noch Mitglied des Konvents von Saint-Denis bei Paris. Abt Suger von Saint-Denis muss Abaelard von dem Verbot, in ein anderes Kloster einzutreten, entbunden haben – unter welchen Umständen und auf welcher Leute Einfluss hin, ist unbekannt, aber zumindest steht fest, dass sich Abt Suger und Herzog Conan anlässlich der Aushebung einer Streitmacht Frankreichs gegen Kaiser Heinrich V. im Jahr 1124 persönlich trafen und so Gelegenheit hatten, den Fall Abaelard persönlich zu besprechen. Die Wahl Abaelards zum Abt von Saint-Gildas war sicherlich nicht wegen seines Rufs als Lehrer erfolgt. Er sprach nachgewiesenerweise nicht die Landessprache, das uralte Idiom der vormaligen Inselbretonen, das sich fundamental vom romanisch beeinflussten poitevinischen Dialekt seiner Heimat Le Pallet südlich der Loire unterschied. Auch sein strenges Mönchtum dürfte kaum für die Wahl Ausschlag gebend gewesen sein, denn seine vorherige Liebesaffäre mit Heloisa dürfte selbst den Bretonen von Saint-Gildas nicht entgangen sein. So wurde er vielleicht sogar bewusst vom Kapitel des Konvents gewählt, weil man die Hoffnung hegte, unter einem Abt Abaelard, der als Kleriker seine Schülerin verführt hatte, weiterhin das gewohnte lose und promiske Leben führen zu können.
Abaelard hatte keinen Erfolg bei den Brüdern von Saint-Gildas. Er scheiterte an der praktischen Klosterführung und entging sogar nur mit Mühe einigen Mordanschlägen. Um 1132/1133 musste er endgültig Saint-Gildas verlassen. Wenig später trat er wieder als Lehrer auf dem Genovevaberg in Paris auf.
Abaelards Nachfolger Wilhelm wurde erst nach dessen Tod im Jahre 1142 ordiniert, da der Philosoph im Mönchsgewand seinen Titel zuvor nicht abgelegt hatte. Dafür spricht ein Kalendereintrag im Chronicon Ruyensis – einer um 1179 verfassten Chronik, welche in der Neuzeit in der Dombibliothek von Nantes wieder aufgefunden wurde:

„MCXLI: Petrus Abaelardus abbas S. Gildasii Ruyensis moritur. Ordinatio Guillelmi abbatis.“

„Jahr 1141 (alte Zeitrechnung): Peter Abaelard, der Abt von Saint-Gildas-en-Rhuys, stirbt. Ordination des Abtes Wilhelm.“

Wenig ist von den nachfolgenden Jahrhunderten bekannt. Im Jahre 1506 wurde die Abtei zum Kommendegut, d. h. die Einkünfte fielen an einen Laienabt, der nur selten in der Abtei anwesend war und sich im Übrigen kaum um das religiöse Leben kümmerte. Erneut kam Saint-Gildas herunter.
Im Jahre 1668 zerstörte ein Blitzschlag den Glockenturm und das Dach des Klosters und die Abtei verfiel.
Ende des 17. Jahrhunderts kamen Mönche der Mauriner Kongregation nach Saint-Gildas, restaurierten den romanischen Chor und errichteten ein neues Kirchenschiff im klassizistischen Stil. Doch Papst Clemens XIV. entzog im Jahr 1773 dem Kloster den Titel „Abtei“, und es blieben nicht mehr als fünf Mönche zurück. Dies war der Todesstoß für einen Konvent, welcher im Lauf seiner Geschichte fünfundzwanzig Priorate gegründet hatte.
Im Jahre 1796 wurde der gesamte Klosterbesitz als Nationalgut verkauft, im Jahre 1802 die Kirche zur Pfarrkirche des Ortes erklärt.
Schon 1825 siedelten sich erneut Ordensleute an – nunmehr Ordensschwestern, die „Soeurs de la Charité de Saint-Louis“ –, nachdem Madame Molé de Champlatreux im Jahr zuvor den Konvent für 55000 Franken erworben hatte. Die Schwestern eröffneten eine Schule und ein Waisenhaus; zur Hebung der Einkünfte förderte man sogar den Tourismus. Im Jahre 1960 wurden die Schulgebäude in ein weltlich betriebenes Behindertenheim umgewandelt, welches bis in die 1990er Jahre bestand. Danach wurden die Gebäude von den Klosterfrauen wieder übernommen.

## Klosterkirche

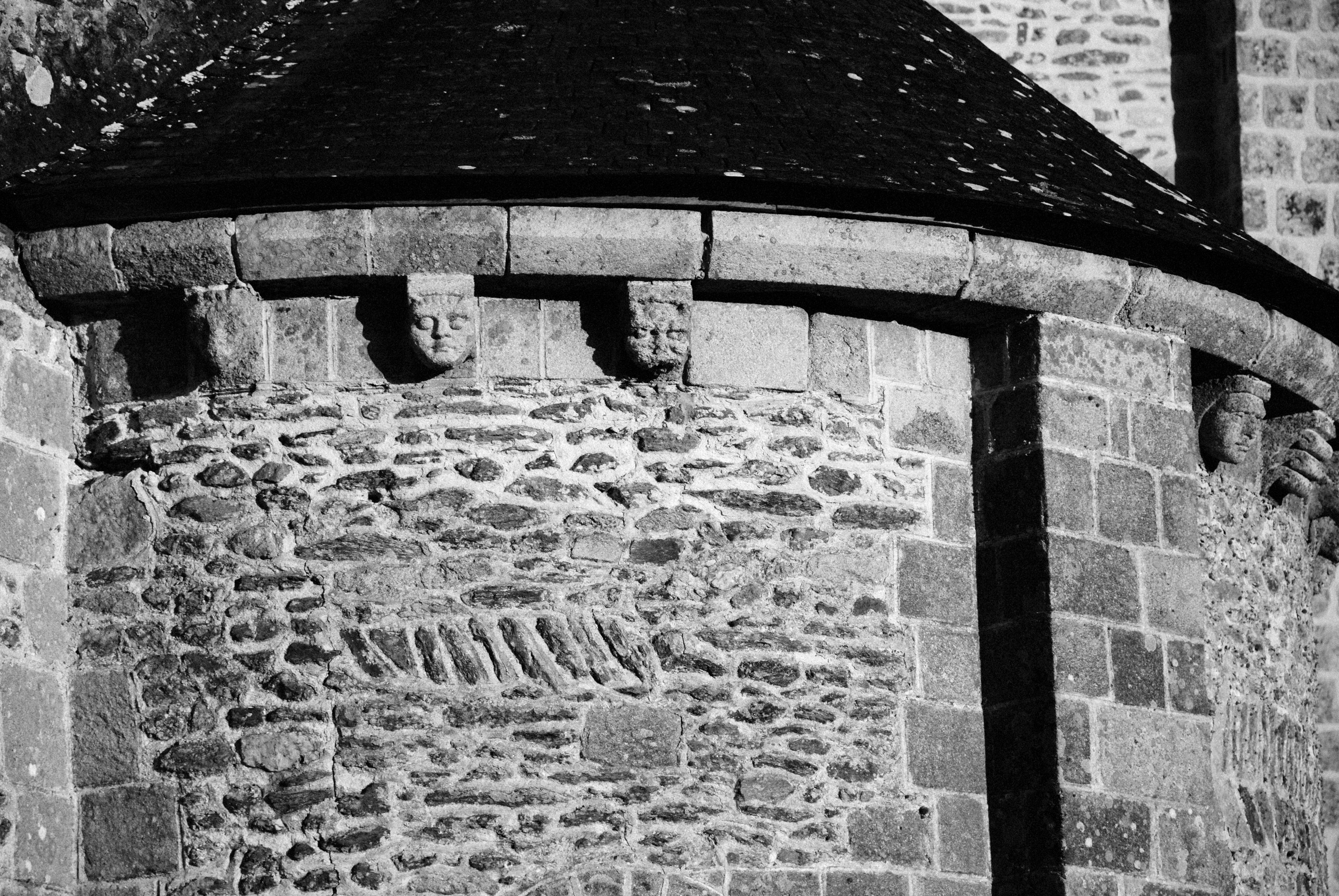
Fries am Chor von Saint-Gildas

Der Kirchengrundriss weist durch sein zweiarmiges Querschiff die Form eines lateinischen Kreuzes auf. In ihren alten Bestandteilen besteht die Kirche von Saint-Gildas-de-Rhuys aus Füllsteinen aus Gneis. An der Außenseite der südlichen kleinen Apsis, dem ältesten Bauteil, erkennt man Kleinquaderwerk und Fischgrätmuster, ebenso an den beiden Querschiffarmen und an der Mauer des Chors, unterhalb des Daches. Die Strebepfeiler in Großquaderwerk aus Granit reichen bis zum Dach, das auf skulptierten Kragsteinen ausläuft. Etliche von ihnen stammen aus romanischer Zeit. Man erkennt außen ein Fries mit ausdrucksvollen Masken und einen Bärenführer. Ein skulptierter Stein oberhalb eines Fensters der Mittelapsis zeigt einen Kampf zwischen zwei Rittern.
Das Bauwerk setzt sich aus zwei stilistisch verschiedenen Baukörpern zusammen: Während das Schiff aus dem späten 17. Jahrhundert (genau von 1699) datiert und nur von geringer kunsthistorischer Bedeutung ist, beeindrucken der romanische Chor und das Querschiff. Dieser wichtigste Bereich gliedert sich in drei bauhistorische Bauabschnitte:
- Die äußere Partie des Chorumgangs, die an den südlichen Flügel des Querschiffs grenzt, und die südliche Apsiskapelle sind die einzigen Bauteile, die bis 1032 von Abt Felix errichtet worden waren.
- Vom Ende des 11. Jahrhunderts stammen der Chor mit Ausnahme der Radialkapellen und der größte Teil des Querschiffs.
- In der zweiten Hälfte des 12. Jahrhunderts wurden nach verheerenden Stürmen in den Jahren 1118 und 1178 – bei letzterem wurde das ganze Dach abgedeckt – Verschönerungs- und Instandsetzungsarbeiten an den Apsiskapellen vorgenommen. Diese Arbeiten begannen zirka ein halbes Jahrhundert nach dem Weggang Abaelards, wahrscheinlich um 1184, im Zusammenhang mit der Exhumierung des Leichnams des Heiligen Gildas.

Die erhaltene südliche Apsiskapelle zeigt, dass schon seit dem Beginn des 11. Jahrhunderts der Stil der Kirchen des Loiretals auf Rhuys übernommen wurde.
Am westlichen Eingang der Kirche befand sich einst ein Narthex, der frappierende Ähnlichkeit mit Saint-Benoît-sur-Loire aufwies. Bei Geländearbeiten hatte man die Fundamente dieses Narthex darstellen können.

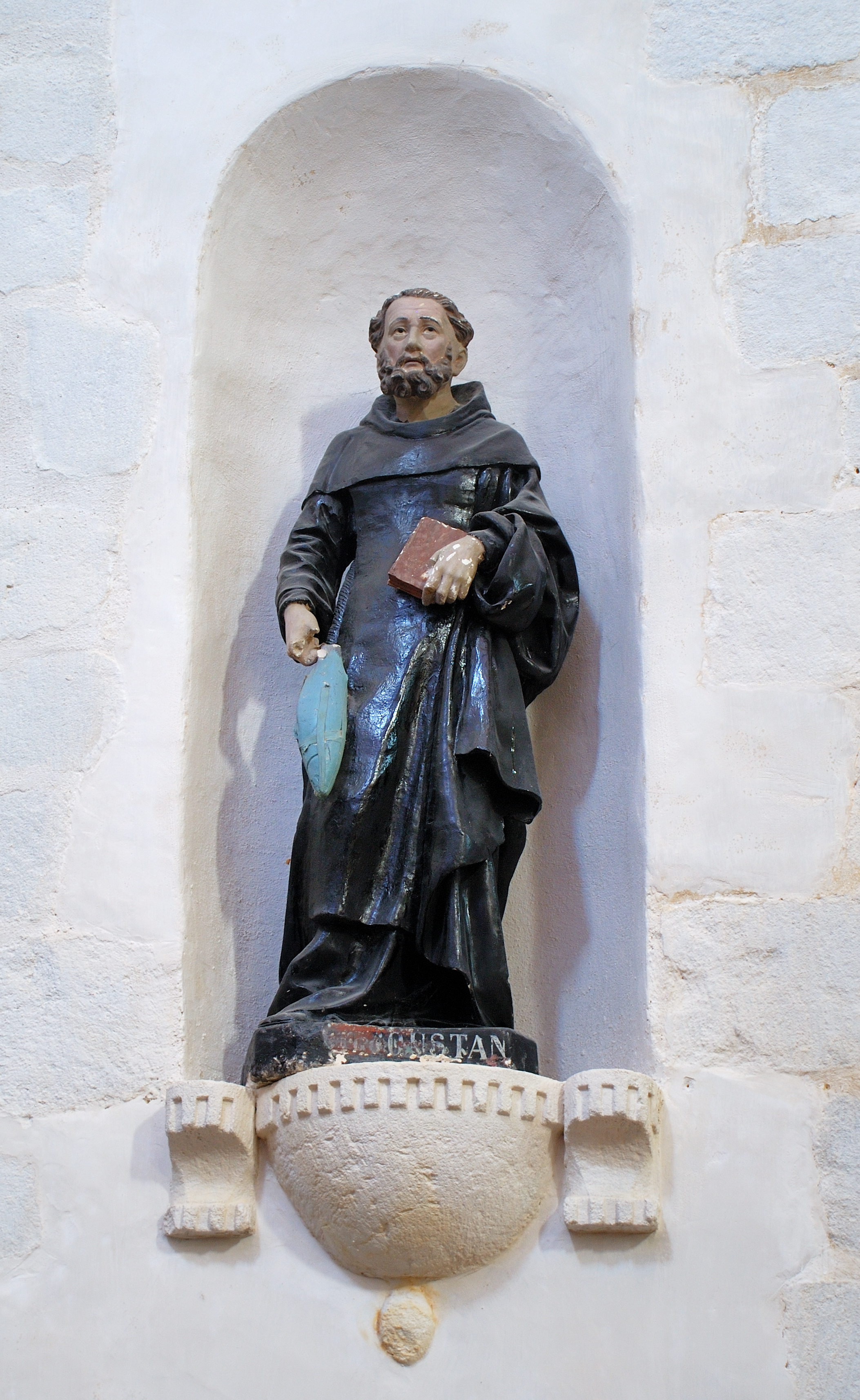
Statue des Heiligen Goustan

Eine kleine Apsis mit einer Halbkuppel liegt am nördlichen Querschiffarm. Neben dieser kleinen Apsis befinden sich in zwei miteinander verbundenen Nischen, die durch einen Bogen tragenden Pfeiler getrennt werden, die Gräber des Heiligen Felix und des Abtes Riocus. Eine Inschrift aus dem 11. Jahrhundert ermöglicht ihre Identifikation. Ebenfalls aus dem 11. Jahrhundert stammt der Stein auf dem Grab des Heiligen Goustan, der zwei Jahre nach Felix starb. Dieser Stein liegt an der Ostmauer des nördlichen Querschiffarms.
Der Chor umfasst zwei rechteckige Joche mit Rundbogenarkaden, die auf kreuzförmigen Pfeilern ruhen. Den Jochen folgt ein halbkreisförmiges Chorhaupt, das vier Säulen bilden, die durch stark überhöhte Bögen verbunden sind. Über diesen Bogen verläuft eine Reihe von sieben einfach eingeschnittenen Blendarkaden.
Der Chor ist mit einem Umgang versehen, der Zutritt in drei Apsiskapellen erlaubt. Dieser halbkreisförmige romanische Chor mit seinen eindrucksvollen Kapitellen ist auch heute noch so, wie Abaelard selbst ihn einst gesehen hat. Man erinnere sich an die Szene, als er durch vergifteten Messwein beim Hochamt vergiftet werden sollte (Siehe Peter Abaelard: Historia Calamitatum). Der stilreine Chorumgang gilt als einer der größten romanischen Kunstschätze der Bretagne. Die Gurtbögen, die in Chorumgang das Kreuzgratgewölbe gliedern, ruhen auf der sich zum Chor öffnenden Seite auf den Kapitellen der Rundpfeiler des Chorhaupts oder auf den kreuzförmigen Pfeilern der Chorjoche und auf der Seite der Traufseitenmauer auf Wanddiensten. Jedes Joch wird durch ein innen weit ausgeschrägtes Rundbogenfenster mit doppelter Archivolte ohne Gesims oder Ecksäulen erhellt.
Hinter dem Chorumgang finden sich drei Radialkapellen, dem Heiligen Josef, der Mutter Maria und der Schmerzhaften Jungfrau geweiht. Diese Chorumgangskapellen tragen Halbkuppeln. Die mittlere Kapelle ist durch ein gerades Joch mit Tonnengewölbe verlängert. Jede dieser Kapellen hat drei einfache Fenster, eins in der Mitte und zwei an der Seite.
Der Skulpturenschmuck stammt aus verschiedenen Epochen. Die beiden Kapitelle, die die Gurtbögen des Chorumgangs beiderseits der südlichen Kapelle aufnehmen, zeigen ein archaisches Flachrelief, das eine gewisse Ähnlichkeit mit den Gravierungen auf den megalithischen Monumenten der Gegend aufweist. Diese Kapitelle könnten auf das 11. Jahrhundert zurückgehen, ebenso zwei andere, die man in Weihwasserbecken umwandelte. Sie zeigen Krummstäbe und Farnblätter, die aus einem Blattkranz hervortreten.
Die beiden annähernd kubischen Kapitelle in der Nähe des Eingangs sowie einige Säulenbasen in Form von umgekehrten Kapitellen lassen sich dem Bauabschnitt zuordnen, die auf die Zerstörung des Jahres 1118 folgte, also dem ersten Viertel des 12. Jahrhunderts. Schließlich stammen die Kapitelle des Chors und des Chorumganges wahrscheinlich vom Ende des 12. Jahrhunderts mit Ausnahme der vier Kapitelle des Halbrunds.
In der Ausschmückung dominieren diverse Motive der Pflanzenwelt. Krummstäbe betonen die Ecken, wiederholen sich dabei regelmäßig, ohne eintönig zu wirken. Die Astralgale und die Abaki blieben unverziert. Masken tauchen hier und dort auf einigen Kapitellen auf. All diese Skulpturen sind sauber gearbeitet und stellen ein ausgereiftes, bedeutendes Kunstwerk dar.

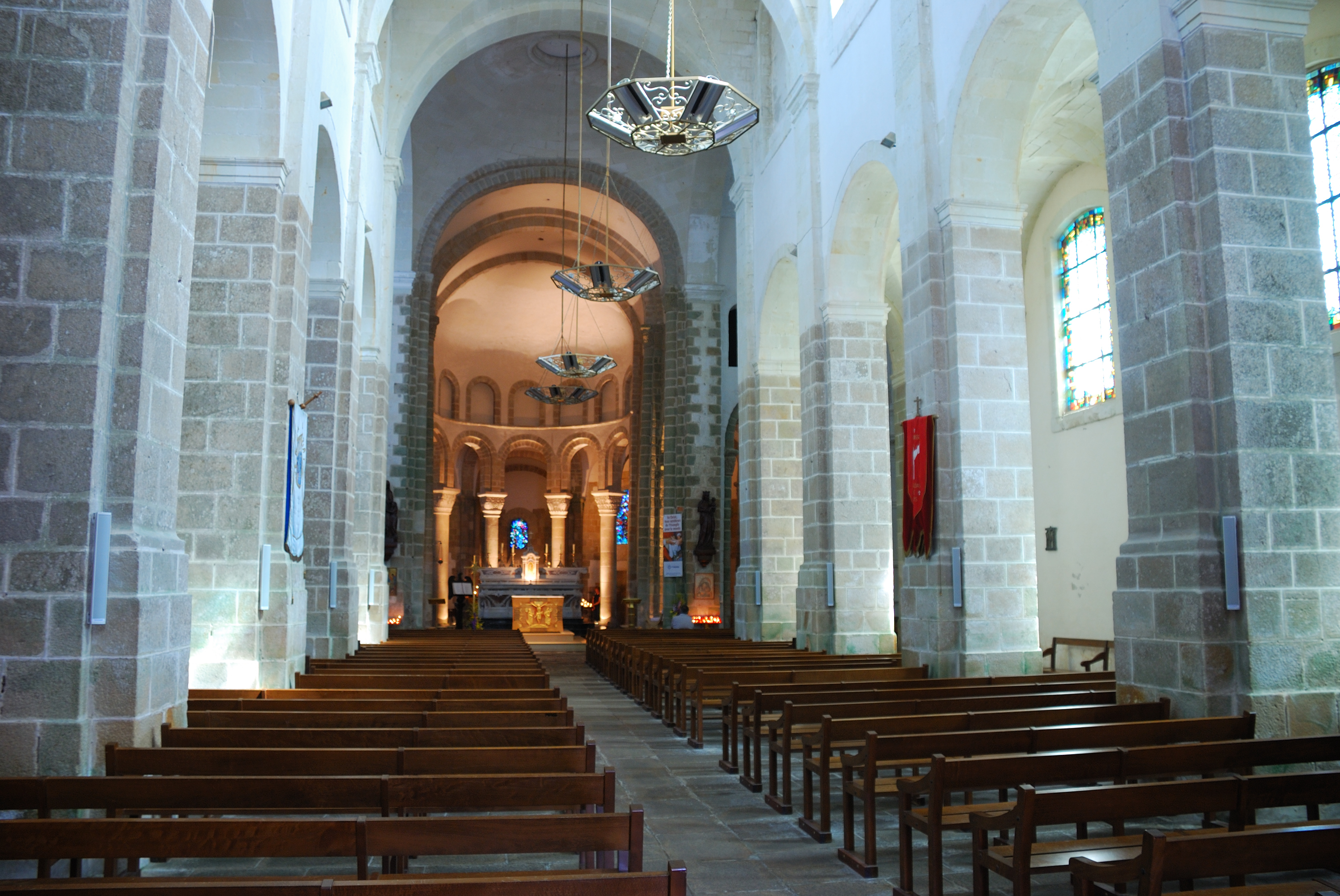
Blick in den Chorraum von Saint-Gildas

Das Kapitell über dem Grab des Heiligen Felix besteht aus wahrscheinlich importiertem Kalkstein. Die Dekoration der Basen ist ebenso abwechslungsreich wie ihre Form. Meist wurden geometrische Motive verwendet.
Ein großes Retabel des 17. Jahrhunderts aus weißem Gestein nimmt die Giebelmauer des südlichen Querschiffarms ein.
Zahlreiche Gräber mit und ohne Inschrift finden sich in der Kirche. Es handelt sich überwiegend um Gräber von Äbten oder einfachen Mönchen, wobei letztere namenlos bleiben.
Der größten Schatz der Kirche sind jedoch seine wertvollen Reliquiare, die heute gegen Eintrittsgebühr in der Sakristei bewundert werden können. Durch die Verschlagenheit der ortsansässigen Bauern und Seeleute entging dieser Kirchenschatz allen Plünderungen früherer Zeiten. Die Inquisiteure der Revolution fanden ihn nicht: er blieb unentdeckt in einem Getreidespeicher des Dorfes. Man sieht u. a. eine reich ziseliertes Arm-Reliquiar aus dem 13. Jahrhundert mit den Armknochen des Heiligen Gildas, ein Kopfreliquiar mit seinem Schädel, ein Bein-Reliquiar aus dem 15. Jahrhundert mit seinem Oberschenkel und Knie. Weiterhin befinden sich hier ein wertvoller Kelch und eine Mitra aus dem 16. Jahrhundert und ein Holzschrein mit Lederüberzug. Das Zeichen der bretonischen Herzöge auf diesen Meisterwerken bezeugt die konstante Verbindung des bretonischen Herrscherhauses mit dieser einst so stolzen Abtei.

## Zitat

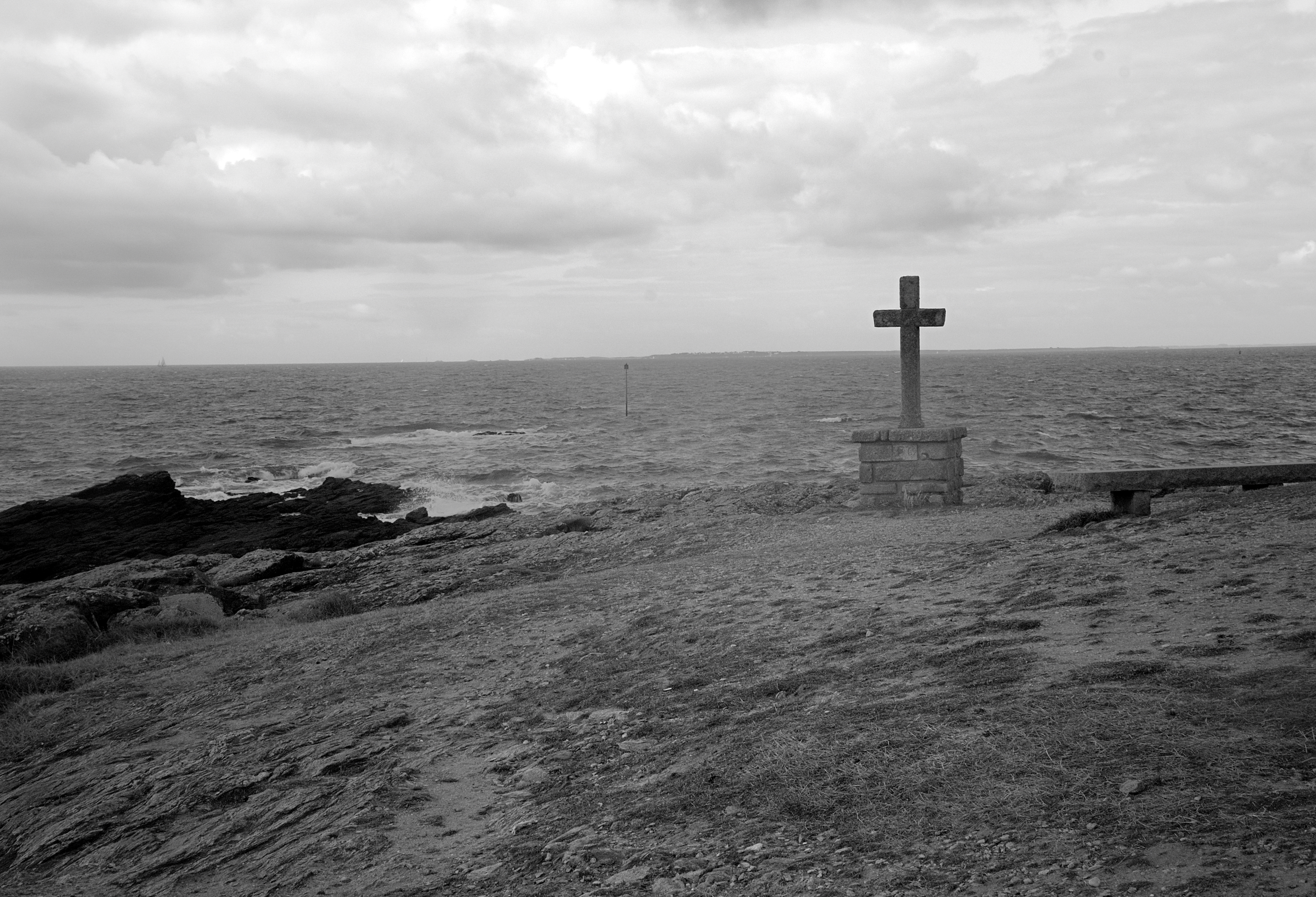
Pointe Saint-Gildas

Die Einsamkeit, die Abaelard so sehr beklagt hat, ist heute im Sommer wegen der Urlaubermassen nur schwer vorstellbar. Man muss schon trübe Regentage oder die Herbst- und Winterstürme abwarten, um in dieser flachen, kaum bewaldeten Landschaft mit ihren vereinzelt liegenden Felsen oder an den zum Teil steil aufragenden Meeresklippen diesen Eindruck von Entrückt-Sein, von Verbannung zu gewinnen, an dem der Philosoph so sehr litt.

„Das Land war mir fremd, die Landessprache unbekannt, die schändliche und zuchtlose Lebensweise der dortigen Mönche fast allen sattsam bekannt, die übrige Bevölkerung roh und unkultiviert […] Dort, an des Ozeans donnernden Wogen, wo das Ende der Erde mir keine weitere Flucht gewährte […] Meine Spaziergänge führen an das unwegsame Ufer eines stürmischen Meeres.“